# Downeaster

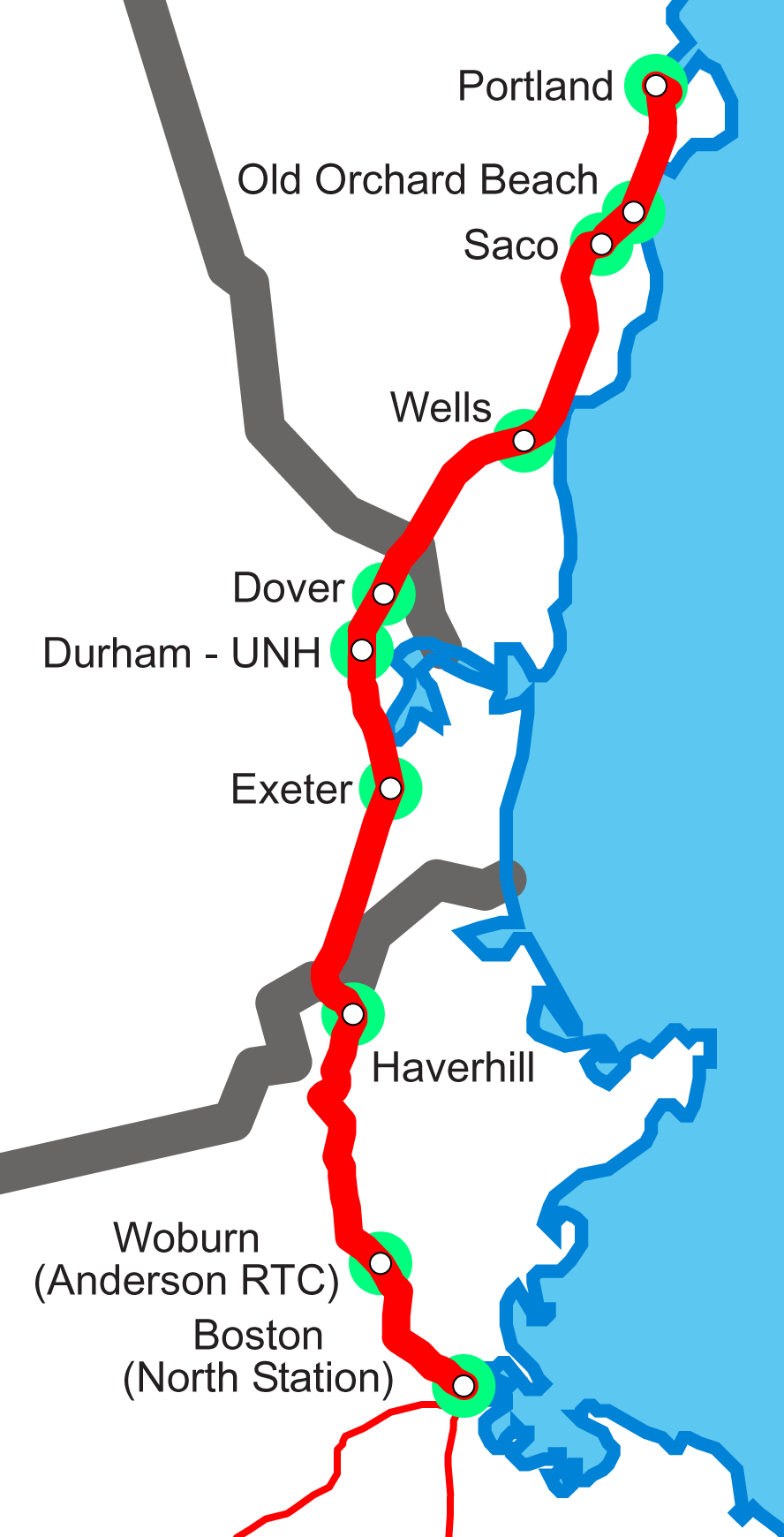
Streckenführung des Downeaster von 2001 bis 2012 (vor der Verlängerung nach Brunswick).

Als Downeaster bezeichnet die amerikanische Bahngesellschaft Amtrak ihren Expresszugdienst zwischen Boston und Brunswick (Maine).

## Geschichte
Mit der Zunahme von Flug- und Individualverkehr gingen die Fahrgastzahlen im Schienenpersonenverkehr zwischen Boston und Portland Mitte des 20. Jahrhunderts stark zurück, woraufhin die dortigen, von der Boston and Maine Railroad betriebenen Reisezüge 1965 eingestellt wurden.
Anfang der 1990er Jahre begannen die Planungen für eine Wiederbelebung des Personenverkehrs nach Maine. Die Eröffnung der Verbindung war für 1995 vorgesehen. Da die Finanzierung von der Bundesregierung zunächst nicht bewilligt wurde, fanden jedoch außer der Eröffnung des geplanten Endbahnhofs in Portland als Busbahnhof keine Bauarbeiten statt. Auch der nächste geplante Termin im Jahr 2000 verstrich, ohne dass die Züge fuhren. Erst am 15. Dezember 2001 fuhr der erste Expresszug auf der 187 Kilometer langen Strecke von Boston nach Portland.
Zunächst verkehrten vier Züge pro Richtung und Tag mit jeweils vier Personenwagen. Nachdem bereits 2006 an Werktagen ein fünftes Zugpaar eingesetzt wurde, fahren seit Sommer 2007 täglich fünf Züge. Seit dem Frühjahr 2008 wurde ein Fahrzeug hinzugefügt und die Züge fahren mit fünf Wagen.
In den letzten Jahren stiegen die Passagierzahlen rasant an, 2006 um 22,9 % und 2007 um 28 %. Obwohl der Downeaster damit der erfolgreichste Passagierdienst der Amtrak ist, ist die zukünftige Finanzierung ungewiss, da die US-Bundesregierung 2009 die Beteiligung an den Kosten eingestellt hat.
Am 1. November 2012 fuhr der Downeaster erstmals über Portland hinaus bis Brunswick. Die neue Strecke mit Zwischenhalt in Freeport wird täglich von drei Zügen pro Richtung befahren. Auf dem in Brunswick anschließenden Streckenabschnitt nach Rockland fuhren zwischen 2003 und 2015 jeweils im Sommerhalbjahr fahrplanmäßige Personenzüge entlang der Küste, die durch die Maine Eastern Railroad betrieben wurden.

## Name
Der Name entstand in Anlehnung an einen früheren Expresszug der Boston&Maine. Der „Down Easter“ verkehrte bis Ende der 1940er Jahre zwischen New York und verschiedenen Zielen in Maine und New Hampshire. Dessen Name wiederum geht auf eine Bauart von Segelschiffen zurück, die im 18. Jahrhundert in Werften in Maine gefertigt wurden.

## Streckenverlauf
Die Züge starten im Nordbahnhof in Boston und befahren zunächst die Bahnstrecke Boston–Lowell. Der erste Halt ist das Anderson Regional Transportation Center in Woburn. Der Bahnhof wurde im April 2001 eröffnet und dient neben den Expresszügen auch den Vorortzügen der MBTA. In Wilmington biegen die Downeaster-Züge auf die Bahnstrecke Wilmington–Agamenticus. Der nächste Haltebahnhof ist Haverhill, wo die Vorortzüge von Boston über Reading enden. Kurz nach Haverhill überquert die Strecke die Grenze nach New Hampshire.
Die Züge halten in Exeter auf dem Gelände des früheren Personenbahnhofs. Etwa 73.000 Zugfahrgäste benutzen die Station jährlich, die damit die fahrgastreichste Bahnstation in New Hampshire ist. Der Bahnhof Durham-UNH bindet nicht nur die Stadt Durham, sondern auch die University of New Hampshire (UNH) an. Der letzte Halt in New Hampshire ist in Dover. Das Bahnhofsgebäude dort wurde 2003 eingeweiht.
Kurz hinter der Grenze nach Maine biegt die Fahrtroute des Downeaster auf die Bahnstrecke Cummings–Portland ab, der sie bis in das Stadtgebiet von Portland folgt. In Wells entstand 2002 am Wells Regional Transportation Center ein neues Bahnhofsgebäude. Der Bahnhof Saco-Biddeford liegt auf dem Gelände des früheren Bahnhofs Saco. 2009 wurde hier eine direkte Umsteigemöglichkeit zu den Linienbussen geschaffen und das Bahnhofsgebäude erneuert. In Old Orchard Beach halten die Züge nur von April bis Oktober. Mit 137.000 Passagieren im Jahr 2007 ist der Endbahnhof in Portland der fahrgastreichste Bahnhof in Maine. Der Bahnhof Portland Transportation Center wurde eigens für den Downeaster gebaut und befindet sich am westlichen Rand des Stadtzentrums an der Bahnstrecke Portland–Lunenburg. Von hier fahren auch die Expressbusse nach Augusta und Bangor ab, die im Anschluss an die Züge verkehren. Bereits 1996 wurde der Bahnhof als Busbahnhof in Betrieb genommen.
Die Züge, die bis Brunswick verkehren, fahren von Portland aus über die Bahnstrecke Portland–Rockland. Sie fahren dazu rückwärts aus dem Bahnhof Portland wieder auf die Hauptstrecke, da es keine Verbindungskurve in Richtung Brunswick gibt. Der Zwischenhalt in Freeport besteht nur aus einem Bahnsteig mit einem kleinen Wartehäuschen. Der Endbahnhof in Brunswick an der Station Avenue ist zweigleisig, jedoch hat nur das südliche Gleis einen Bahnsteig am Empfangsgebäude.

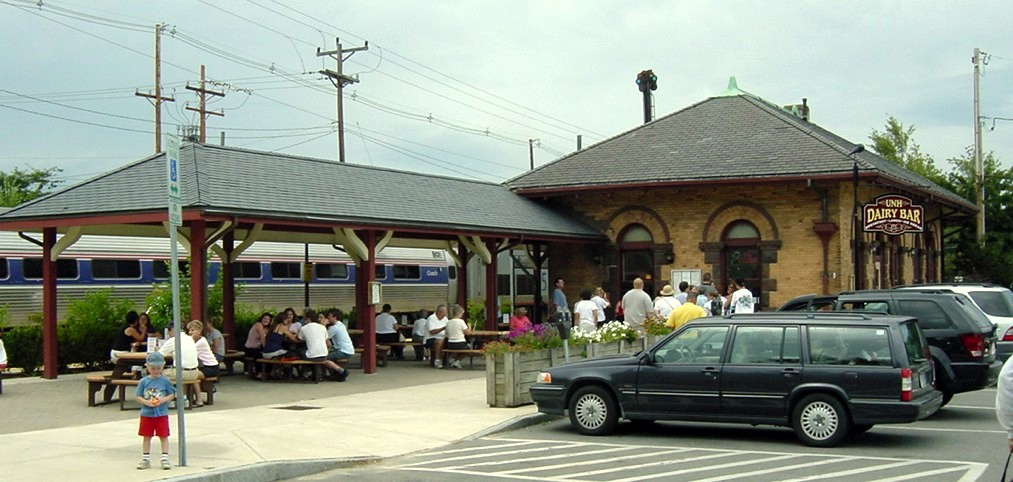
Bahnhof Durham-UNH
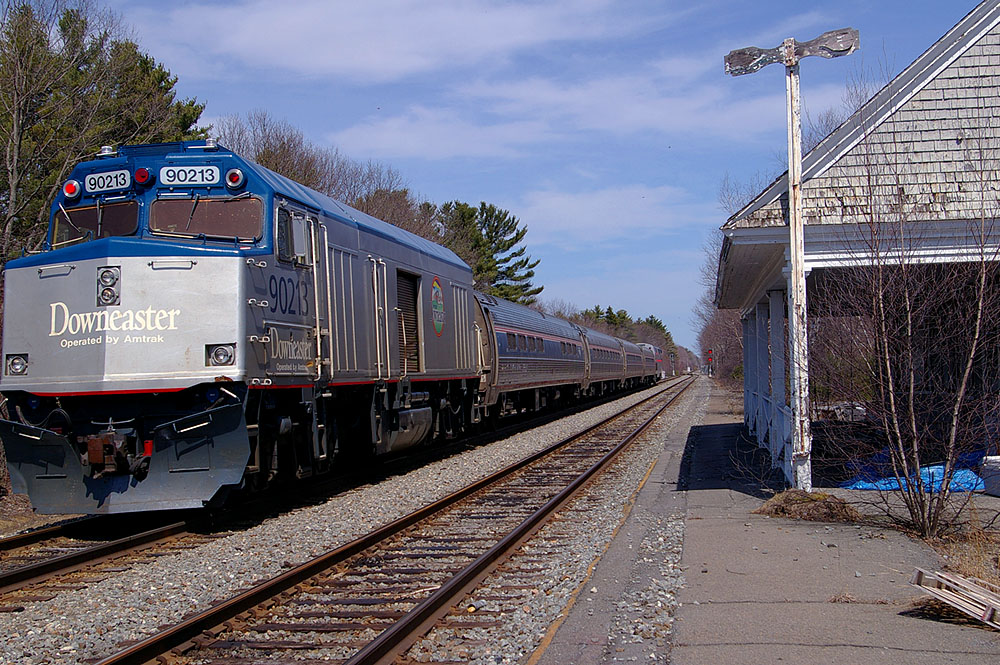
Downeaster in Wells, Maine
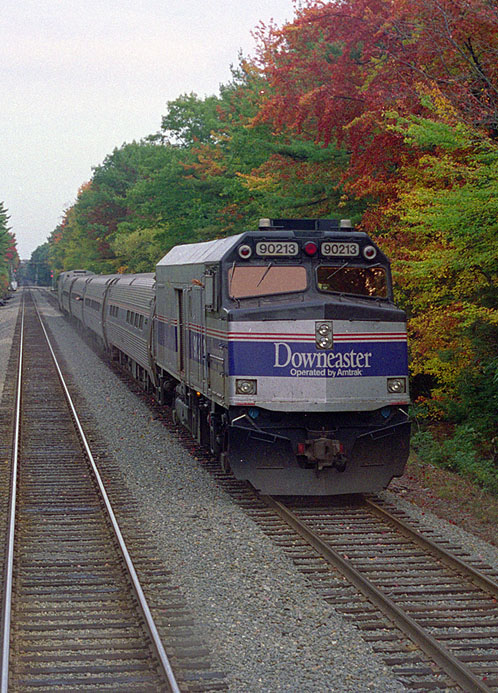
Downeaster nahe Old Orchard Beach, Maine
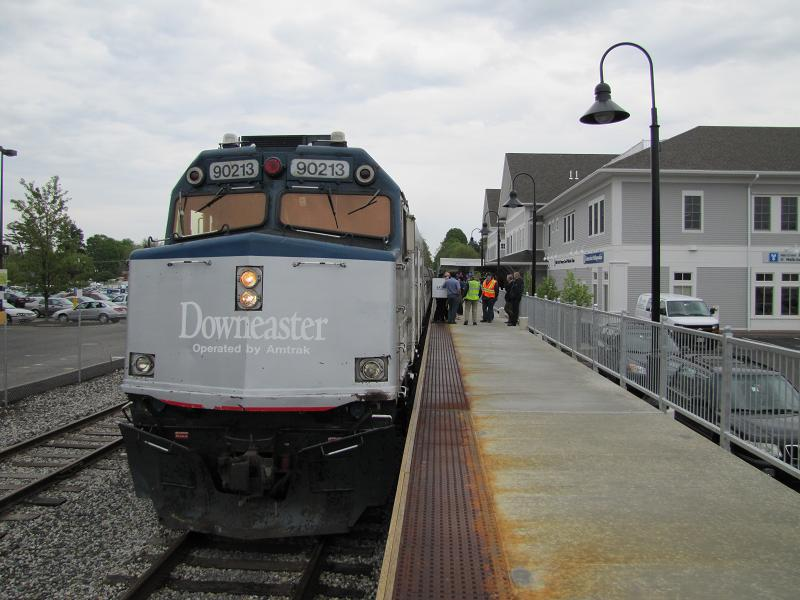
Bahnhof Brunswick